# Cal Sastre (Seva)
Cal Sastre és una casa de Seva (Osona) inclosa a l'Inventari del Patrimoni Arquitectònic de Catalunya.

## Descripció
Edifici civil, la teulada està coberta formant tres cossos diferents (dos amb vessant a la part lateral dreta i un a la part lateral esquerra).
Té les cantoneres de pedra treballada i està arrebossada i pintada de blanc.
La façana principal té finestres amb pedra treballada i un portal adovellat amb un escudet a la dovella central no datat.